# 白子港

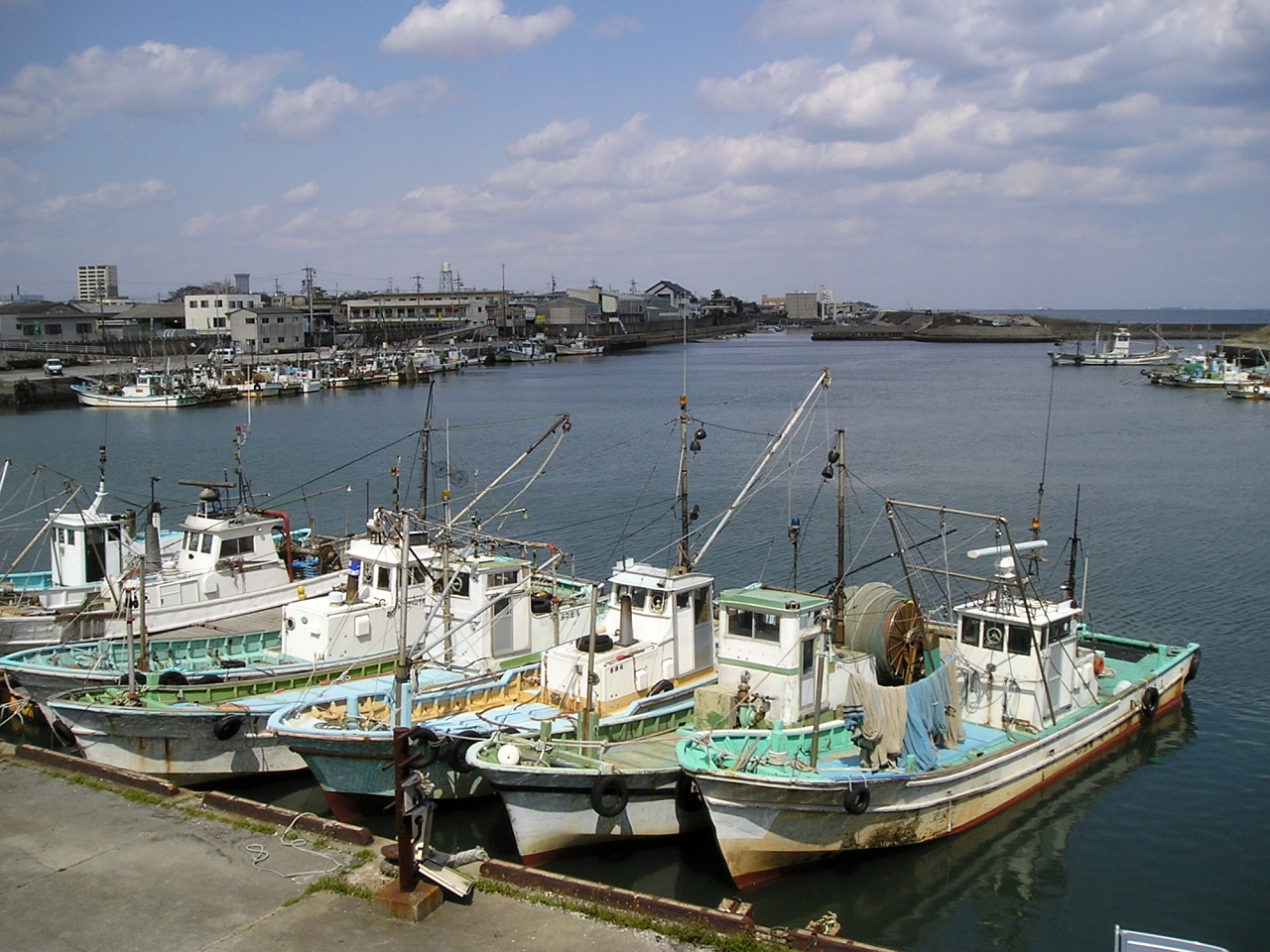
白子港 （2009年3月撮影）

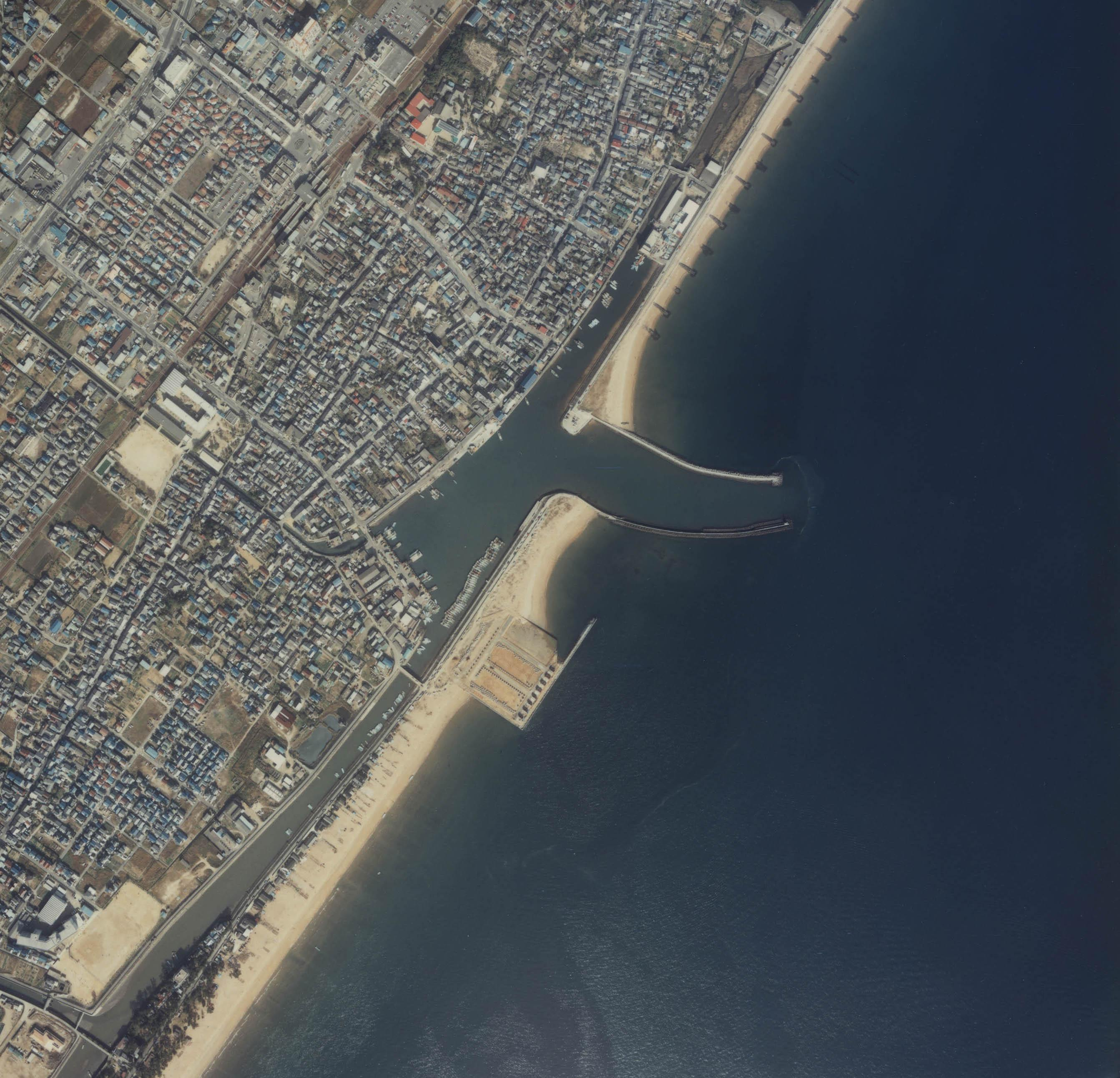
上空から見た白子港

白子港（しろここう）は三重県鈴鹿市にある、三重県が管理する地方港湾。
金沢川（かなさいがわ）のもたらす土砂や伊勢湾の沿岸流によって形成された砂嘴（さし）が堤防のはたらきをなす天然の良港として古くより利用されてきた。現在の港は太平洋戦争中に進出した大日本帝国海軍の整備した軍港が基盤となっている。
ここでは北側に隣接する、鈴鹿市の管理する第2種漁港である白子漁港（しろこぎょこう）についても記述する。

## 概要
鈴鹿市南東部の白子にある港湾。本来1つの港であったが、法律上は1951年（昭和26年）以降、白子港と北側の白子漁港に区別され、管理者も白子港は三重県、白子漁港は鈴鹿市と分かれている。しかし実際にはほぼ同一の港と見なされ、2007年（平成19年）度の統計では、白子港が扱う貨物の全量が水産物であった。
白子港の港湾区域は白子一丁目の砂嘴の北西端を中心とする円内のうち、水面に相当する部分200haである。
沿岸ではイカナゴ（コウナゴ）やイワシ漁が盛んであり、ほかにも以下のような魚介類の水揚げがある。
- カタクチイワシ
- アナゴ
- ノリ
- アサリ

## 港湾区域
2つの港湾区域が設定されている。
- 江島地区
  - 鈴鹿市江島町・東江島町・江島本町。港湾の北部に当たる。

- 前浜地区
  - 鈴鹿市白子一丁目・白子町。港湾の南部に当たる。

## 歴史

### 港の始まり
古代より神戸（かんべ）の外港として人や物の輸送に利用され、平安時代には伊勢平氏の水軍「古市の白児党」の根拠地となっていた。白児党の名は白布を身に付けて訓練に励んだことに由来するという。平凡社の『三重県の地名』によれば、古市とは白子の古名であるとされ、白児党が白子の語源であるという説もある。
室町時代には既に繁栄を築いていたことが分かっており、『山科家礼記』の文明12年11月15日（1480年11月16日）の記録には白子港を出入りする船から入港料金を徴収していたことを窺わせる「伊勢国栗真帆別津料」という文字が見いだせる。また度会郡大湊（現・三重県伊勢市大湊町）の入港記録『船々聚銭帳』には永禄8年（1565年）に白子から3隻の船が来港したと記されている。更に、本能寺の変に際して徳川家康が堺から三河へ脱出するにあたり、川南村の小川孫三の船で白子港から出港したとされている。ただし出港地については、若松（現・鈴鹿市若松町）や四日市などの異説もあり、家康ゆかりの地としてうまく宣伝できた白子が後に繁栄することに成功したと考えられている。

### 港の隆盛
江戸時代には紀州藩の代官所や紀州侯別邸、目付役所、物頭役所が白子に置かれ、伊勢商人もここを重視した。伊勢商人は伊勢国・尾張国・三河国の木綿輸送を確保・統制するため江戸で大伝馬町組と白子組を結成し、白子の積荷問屋や廻船問屋を支配した。天明年間から文化年間の白子組の千石船数は25隻に及んだという。またこれら3国以外にも大和国など内陸から木綿が関東地方へ送られ、関東からは九十九里浜の干鰯や雑貨が届けられた。白子の港は遠浅で千石船は沖への停泊を余儀なくされ、決して使い勝手の良い港ではなかったが、この港が発展できたのは紀州藩と伊勢商人によるところが大きい。特に白子組の竹口家は紀州藩の御用旗や提灯を掲げて江戸へ入港することを許されていた。港の維持には紀州藩からの補助金と、入港税で賄われた。
歴史上有名な事件としては、大黒屋光太夫のロシア漂着がある。光太夫以下16名を乗せた神昌丸は天明2年（1782年）に江戸に向けて白子から出港したが、暴風雨に巻き込まれ、アリューシャン列島・アムチトカ島まで流されてしまった。光太夫はシベリアを横断して当時の首都・サンクトペテルブルクまで行き、ロシア皇帝エカチェリーナ2世から帰国の許しを得た。寛政4年（1792年）にアダム・ラクスマンに伴われて根室へ上陸、10年ぶりに日本への帰国がかなった。この事件を題材としたのが、井上靖の歴史小説『おろしや国酔夢譚』である。

### 衰退と転換
栄華を極めた白子港が衰退した直接の原因は安政の大地震であるとされている。町村制の施行を翌年に控えた1888年（明治21年）に奄芸・河曲両郡が三重県庁に提出した『町村制実施ニ係ル取調上申書』には
| 「 | 安政年度ノ震災以来潮路ヲ変シ、堤防ヲ崩壊スルアリ | 」 |

とあり、安政の大地震による堤防の破壊が衰退の引き金となったことが分かる。更に明治維新後の紀州徳川家からの援助や港の税収がなくなったことが決定打となったとある。ただし安政の大地震の発生前より、尾張・三河で白子の支配を受けない廻船が現れたり、株仲間解散令による木綿屋の解体などの白子港存立基盤が揺らぎ始めていた。こうして衰えた白子港に代わって、四日市港が幕末から台頭し、伊勢湾における最大の商業港の座を奪われた。
1904年（明治37年）、当時の栖原七良兵衛白子町長によって新しい防波堤が築かれ、以降は漁港としての活路を見いだしていく。
日中戦争の最中である1937年（昭和12年）、鈴鹿海軍航空隊が白子に開設され、1941年（昭和16年）には横須賀海軍工廠施設部が白子港に置かれたことで軍港に変わった。1942年（昭和17年）には大日本帝国海軍の軍事施設が建てられ、白子町は海軍の町になっていった。

### 漁業基地へ
第二次世界大戦が終わり海軍が撤退すると、白子港は再び漁港に戻り、1951年（昭和26年）12月13日には港湾北部が白子漁港として第2種漁港に、1953年（昭和28年）9月22日に残る水域が白子港として地方港湾に指定された。1959年（昭和34年）には伊勢湾台風の被害を受け、高潮対策で護岸が整備される。1980年（昭和55年）からは水揚量の増加や船舶の大型化に対応するため三重県の事業として新港の整備が始まり、1989年（平成元年）からは水辺に親しむことのできる緑地と釣り堤防の設置工事を開始し、1992年（平成4年）度に完工した。これ以降、伊勢湾北部の拠点漁港として機能している。

## 港湾統計

### 白子港

#### 入港船籍数
| 年             | 入港隻数【隻】 | 総トン数【t】 |
| 2002（平成14） | 11,559         | 95,002        |
| 2004（平成16） | 10,000         | 75,462        |
| 2006（平成18） | 10,994         | 88,136        |
| 2007（平成19） | 12,160         | 105,144       |

#### 取扱貨物量
| 年             | 移入量【t】 | 備考       |
| 2002（平成14） | 8,945       |            |
| 2004（平成16） | 7,990       |            |
| 2006（平成18） | 11,169      |            |
| 2007（平成19） | 8,483       | 全量水産品 |

### 白子漁港
2006年（平成18年）のデータを以下に示す。
| 項目                        | 統計値    | 備考     |
| 漁獲量 （属地陸揚量）       | 1,238.6t  |          |
| 出荷高 （属地陸揚金額）     | 332百万円 |          |
| 漁協組合員数                | 215       | 白子支部 |
| 組合員漁獲量 （属人漁獲高） | 2,790.6t  | 白子支部 |

## 観光

### 公園・店舗
津松阪港や伊勢志摩の港湾のような大型の観光地ではないが、以下のような場所がある。
- 白子新港緑地公園
  - 1991年（平成3年）に運輸省（当時）の事業として開園。大黒屋光太夫を記念する公園となっている[18]。

- 白子港直売所
  - 2009年（平成21年）4月に鈴鹿市漁業協同組合が1億円をかけて建設し、生けすで泳ぐ魚を見ながら取れたての魚介類を購入することができる[19]。

### 周辺
周辺の観光地としては港の北に千代崎海水浴場、南に鼓ヶ浦海水浴場があり、伊勢の海県立自然公園に指定を受けている。
近鉄名古屋線 白子駅からは鈴鹿サーキット・モートピア行きの三重交通の路線バスが設定されている。

## 釣り
白子港は名古屋市近郊の釣り場としても利用されている。専用の釣り場の整備もされ、アジ・ハゼ・クロダイなどを釣ることができる。釣り堤防には転落防止用フェンスを設置、駐車場・トイレが近くにあることから、家族で釣りを楽しむにも適する。
2005年（平成17年）10月18日には財団法人日本釣振興会の主催で「水辺感謝の日」と称して30人が清掃活動を行っている。